# Лагвощи (Житковичский район)
Лагвощи (бел. Лагвошчы) — деревня в Юркевичском сельсовете Житковичского района Гомельской области Белоруссии.
На западе биологический заказник республиканского значения «Низовье Случи». На востоке граничит с лесом.

## География

### Расположение
В 20 км на северо-запад от районного центра и железнодорожной станции Житковичи (на линии Лунинец — Калинковичи), 253 км от Гомеля.

## Транспортная сеть
Поблизости автодорога Лунинец — Калинковичи. Планировка состоит из прямолинейной улицы, ориентированной с юго-востока на северо-запад, которая на западе присоединяется к центру второй прямолинейной улицы. Застройка двусторонняя, неплотная, преимущественно деревянная, усадебного типа.

## История
Согласно письменным источникам известна с XIX века как хутор в Житковичской волости Мозырского уезда Минской губернии. В 1917 году 2 хутора; позже они образовали одну деревню. Во время Великой Отечественной войны 29 жителей погибли на фронтах. Согласно переписи 1959 года в составе совхоза «Люденевичи» (центр — деревня Люденевичи). Действуют начальная школа, клуб, фельдшерско-акушерский пункт.
До 31 октября 2006 года в составе Люденевичского сельсовета.

## Население

### Численность
- 2004 год — 97 хозяйств, 199 жителей.

### Динамика
- 1884 год — 6 дворов.
- 1897 год — 135 жителей (согласно переписи).
- 1908 год — 22 двора, 151 житель.
- 1917 год — Лагвище-I — 25 жителей; Лагвище-II — 198 жителей.
- 1921 год — 45 дворов 265 жителей.
- 1925 год — 58 дворов.
- 1959 год — 437 жителей (согласно переписи).
- 2004 год — 97 хозяйств, 199 жителей.